# Sundochernes grayi
Sundochernes grayi es una especie de arácnido  del orden Pseudoscorpionida de la familia Chernetidae.

## Distribución geográfica
Se encuentra en la Isla de Lord Howe (Australia).